# 逍路沿徐氏旧宅
30°11′27″N 121°20′8″E / 30.19083°N 121.33556°E
逍路沿徐氏旧宅是浙江省慈溪市境内的一处古建筑，位于慈溪市逍林镇，2011年1月7日被纳入第六批浙江省文物保护单位。
逍路沿徐氏旧宅始建于20世纪20年代，由宁波帮人士徐之萱所建。逍路沿徐氏旧宅为砖石结构，包含南北二院，占地340平方米，中西合璧，具有较高的艺术价值。